# Амін Шейха
Амі́н Шейха́ (дан. Amin Chiakha, араб. أمين شياخة; нар. 12 травня 2006, Копенгаген) — алжирський і данський футболіст, нападник клубу «Копенгаген» і збірної Алжиру. На правах оренди виступає за «Вайле».

## Клубна кар'єра

### «Копенгаген»
Почав займатися футболом в академії данського клубу «Сундбю», 2017 року приєднався до системи «Копенгагена». 2 березня 2023 року продовжив контракт з клубом до 2026 року. У сезоні 2023–24 виступав за команду «Копенгагена» до 19 років і став найкращим бомбардиром в юнацькій першості, забивши 19 голів у 24 іграх, а також у Юнацькій лізі УЄФА з 7 м'ячами в 8 матчах.
15 липня 2024 року переведений до першої команди «Копенгагена». За основний склад «Копенгагена» дебютував 22 липня, вийшовши на заміну Оррі Оскарссону в матчі Суперліги проти «Люнгбю». 25 липня дебютував в єврокубках в поєдинку кваліфікації Ліги конференцій УЄФА проти гібралтарського клубу «Мегпайс». 20 вересня 2024 року продовжив контракт з «Копенгагеном» до 2029 року. 7 листопада 2024 року в матчі Ліги конференцій проти турецького клубу «Істанбул Башакшехір» забив свої перші голи за «Копенгаген», оформивши дубль.
6 квітня 2025 року в поєдинку проти «Норшелланна» вперше відзначився м'ячем у Суперлізі. В своєму дебютному сезоні допоміг «Копенгагену» зробити «золотий» дубль: виграти Суперлігу та здобути Кубок Данії.

#### Оренда у «Вайле»
6 серпня 2025 року відправився в сезонну оренду в «Вайле». 10 серпня дебютував за нову команду в матчі Суперліги проти «Брондбю», вийшовши на заміну Бісмарку Еджеоджі.

## Кар'єра в збірній
Народився у Данії в родині алжирця та датчанки. Виступав за збірні Данії до 17, до 18 і до 19 років.
В жовтні 2024 року вирішив представляти Алжир на міжнародному рівні. 7 листопада 2024 вперше викликаний до збірної Алжиру головним тренером Володимиром Петковичем для участі в матчах відбіркового турніру до Кубка африканських націй 2025 проти збірних Екваторіальної Гвінеї та Ліберії. 14 листопада в поєдинку з Екваторіальною Гвінеєю дебютував за збірну Алжиру, вийшовши на заміну Мохамеду Амурі.

## Статистика виступів

### Клубна статистика
Станом на 10 серпня 2025
| Клуб              | Сезон             | Чемпіонат         | Чемпіонат | Чемпіонат | Кубок | Кубок | Єврокубки | Єврокубки | Інші  | Інші | Всього | Всього | Всього |
| Клуб              | Сезон             | Дивізіон          | Матчі     | Голи      | Матчі | Голи  | Матчі     | Голи      | Матчі | Голи | Матчі  | Голи   |        |
| ----------------- | ----------------- | ----------------- | --------- | --------- | ----- | ----- | --------- | --------- | ----- | ---- | ------ | ------ | ------ |
| Копенгаген        | 2024–25           | Суперліга         | 17        | 2         | 3     | 1     | 9         | 4         | —     | —    | 29     | 7      |        |
| → Вайле           | 2025–26           | Суперліга         | 1         | 0         | 0     | 0     | 0         | 0         | —     | —    | 1      | 0      |        |
| Всього за кар'єру | Всього за кар'єру | Всього за кар'єру | 18        | 2         | 3     | 1     | 9         | 4         | 0     | 0    | 30     | 7      |        |

1. ↑  Матчі в Лізі конференцій УЄФА

### Міжнародна статистика
Станом на 25 березня 2025 
| Збірна            | Сезон             | Товариські | Товариські | Офіційні | Офіційні | Всього | Всього |
| Збірна            | Сезон             | Матчі      | Голи       | Матчі    | Голи     | Матчі  | Голи   |
| ----------------- | ----------------- | ---------- | ---------- | -------- | -------- | ------ | ------ |
| Алжир             |                   |            |            |          |          |        |        |
| 2024              | 0                 | 0          | 1          | 0        | 1        | 0      |        |
| 2025              | 0                 | 0          | 1          | 0        | 1        | 0      |        |
| Всього за кар'єру | Всього за кар'єру | 0          | 0          | 2        | 0        | 2      | 0      |

### Матчі за збірну
Станом на 25 березня 2025 
| Матчі Аміна Шейхи за збірну Алжиру | Матчі Аміна Шейхи за збірну Алжиру | Матчі Аміна Шейхи за збірну Алжиру | Матчі Аміна Шейхи за збірну Алжиру | Матчі Аміна Шейхи за збірну Алжиру | Матчі Аміна Шейхи за збірну Алжиру | Матчі Аміна Шейхи за збірну Алжиру | Матчі Аміна Шейхи за збірну Алжиру |
| №                                  | Дата                               | Суперник                           | Рахунок                            | Голи                               | Картки                             | Хвилини                            | Змагання                           |
| ---------------------------------- | ---------------------------------- | ---------------------------------- | ---------------------------------- | ---------------------------------- | ---------------------------------- | ---------------------------------- | ---------------------------------- |
| 1                                  | 14 листопада 2024                  | Екваторіальна Гвінея               | 0–0                                |                                    |                                    | 1'                                 | Відбіркові матчі КАН-2025          |
| 2                                  | 25 березня 2025                    | Мозамбік                           | 5–1                                |                                    |                                    | 6'                                 | Відбіркові матчі ЧС-2026           |

Всього: 2 матчі / 0 голів; 1 перемога, 1 нічия, 0 поразок.

## Досягнення
«Копенгаген»
- Чемпіон Данії: 2024–25[29]
- Володар Кубка Данії: 2024–25[30]

Особисті досягнення
- Найкращий бомбардир Юнацької ліги УЄФА: 2023–24 (7 голів)[a][31]

1. ↑  спільно з Родрігу Морою з «Порту»